# Trichophagie
Trichophagie (von griechisch ϑρίξ (thrix), Gen. τριχός (trichós), „Haar“ und φάγειν (phagein) „essen“, „fressen“) bezeichnet das (krankhafte) Verschlucken („Essen“) von Haaren. Das damit verbundene Syndrom beim Menschen wird als Rapunzelsyndrom bezeichnet.

## Prognose
Beim Menschen geht Trichophagie oft mit einer Trichotillomanie einher und kann in einer persistierenden Form zu schwerwiegenden Komplikationen führen, da die in der Folge gebildeten Trichobezoare einen Darmverschluss nach sich ziehen können. In extremen Fällen kann die operative Entfernung der Trichobezoare notwendig werden. Die langfristige Therapie der Trichophagie muss eine intensive psychiatrische Behandlung beinhalten.

## In den Medien
Trichophagie wird in der 1000 Wege, ins Gras zu beißen Episode „Stupid Is As Stupid Dies“ erwähnt, in der eine junge Frau vorgestellt wird, die daran starb.